# アフィニティー (バンド)
アフィニティー（Affinity）は、イングランド出身のジャズ・ロックバンド。
プログレッシブ・ロックの草創期に活動したグループの一つ。女性ボーカルのリンダ・ホイルを擁し、陰影で叙情的なアンサンブルを展開した。

## 来歴

### 結成期
1968年、ジャズグループ「アイス (Ice)」として活動していたリントン・ネイフとグラント・サーペルを中心に、リンダ・ホイル、マイク・ジョップ、モー・フォスターのラインナップで結成。バンド名は、ジャズ・ピアニスト オスカー・ピーターソンのアルバム名（1962年作）に因む。しかし早々に、リンダが声帯手術を受ける事情があり、復帰するまでインストゥルメンタル・バンドとして活動した。翌1969年にリンダが復帰し、作品の制作に取り掛かる。
1970年、セルフタイトルで唯一のオリジナル・アルバム『アフィニティー』を発表。
1971年、ツアーに疲れたリンダとネイフが脱退。女性ボーカルのヴィヴィアン・マコーリフとデイヴ・ワッツに交代する。
1972年、メンバーの音楽的方向性の相違により分裂。フォスター、ジョップ、サーペルが、元「マンフレッド・マン」のマイク・ダボのバンドに加入し全米ツアーに同行したため、バンドはそのまま崩壊した。
1998年、2代目ボーカルのヴィヴィアン・マコーリフが死去。

### リユニオン
2006年、解散から34年ぶりにリンダ、ジョップ、フォスター、サーペルの創設メンバーが集結し、プライベートパーティーを催した。一時引退していたリンダは、これを契機に歌手活動を再開している。後に2011年でもイベントにて再集結し、この音源はライブ作品として翌年にリリースしている。
2023年、創設メンバーのモー・フォスターが死去。

## 歴代メンバー
- リンダ・ホイル (Linda Hoyle) – ボーカル (1968年–1970年、2006年、2011年)
- リントン・ネイフ (Lynton Naiff) – キーボード (1968年–1970年)
- マイク・ジョップ (Mike Jopp) – ギター (1968年–1972年、2006年、2011年)
- モー・フォスター (Mo Foster) – ベース (1968年–1972年、2006年、2011年)　♰RIP.2023年
- グラント・サーペル (Grant Serpell) – ドラムス (1968年–1972年、2006年、2011年)
- ヴィヴィアン・マコーリフ (Vivienne McAuliffe) – ボーカル (1971年–1972年)　♰RIP.1998年
- デイヴ・ワッツ (Dave Watt) – キーボード (1971年-1972年)

サポート
- ジェフ・キャッスル (Geoff Castle) – キーボード (2006年)
- ゲイリー・ハズバンド (Gary Husband) – キーボード (2011年)

## 変遷と担当楽器

### 第1期-1 1968年
- リンダ・ホイル (Linda Hoyle) - vocal
- リントン・ネイフ (Lynton Naiff) - organ
- マイク・ジョップ (Mike Jopp) - guitar
- モー・フォスター (Mo Foster) - bass guitar
- グラント・サーペル (Grant Serpell) - drums

### 第1期-2 1968年 - 1969年
- リントン・ネイフ (Lynton Naiff) - organ/piano
- マイク・ジョップ (Mike Jopp) - guitar
- モー・フォスター (Mo Foster) - bass guitar
- グラント・サーペル (Grant Serpell) - drums

ホイルが声帯手術を受けたため、復帰するまでインストゥルメンタル・バンドとして活動。

### 第1期-3 1969年 - 1971年
- リンダ・ホイル (Linda Hoyle) - vocal
- リントン・ネイフ (Lynton Naiff) - organ/piano/electric piano/harpsichord/vibraphone
- マイク・ジョップ (Mike Jopp) - guitar/acoustic guitar/12-string guitar
- モー・フォスター (Mo Foster) - bass guitar/double bass
- グラント・サーペル (Grant Serpell) - drums/percussion

+
- ジョン・ポール・ジョーンズ (John Paul Jones) - brass,strings arrangement(1st)
- クリス・ヒューズ (Chris Hughes) - brass arrangement(1st)

1stアルバム『アフィニティー』録音。2ndアルバム用の曲「Yes Man」のデモ・レコーディングを行った。

### 第2期 1971年 - 1972年
- ヴィヴィアン・マコーリフ (Vivienne McAuliffe) - vocal
- デイヴ・ワッツ (Dave Watts) - organ/piano
- マイク・ジョップ (Mike Jopp) - guitar/acoustic guitar
- モー・フォスター (Mo Foster) - bass guitar/double bass
- グラント・サーペル (Grant Serpell) - drums

アルバム用デモ・レコーディングを行った。この音源は『1971-72』として発表された。

『1971-72』にはフォスター(bass guitar/double bass/organ/electric piano/percussion)、ジョップ(guitar/acoustic guitar)の2人による新録インストゥルメンタル2曲も収録。

## ディスコグラフィ

### スタジオ・アルバム
- 『アフィニティー』 - Affinity (1970年 第1期-3)

2002年盤CDにはシングル曲、ラジオ用音源、テレビ用音源、アセテート盤用デモ音源、2ndアルバム用デモ音源等を収録している。

### ライブ・アルバム
- 『ライヴ・インストゥールメンタル1969』 - Live Instrumentals 1969 (2003年 第1期-2) ※1968年 - 1969年録音
- Baskervilles Reunion:2011 (2012年)

### コンピレーション
- 『1971-72』 - 1971-72 (2003年 第2期) ※1971年～1972年に録音されたアルバム用デモ・レコーディング音源。
- 『オリジンズ65-67』 - Origins 1965-67 (2004年) ※1965年～1967年録音。リントン・ネイフ、モー・フォスター（ドラム）参加。

前身バンドUSジャズ・トリオのライブ音源をまとめた作品。
- 『アフィニティー -完全盤-』 - Affinity Ultimate Collection (2006年 第1期-1～第2期)

『アフィニティー』(ボーナス曲含)、『オリジンズ65-67』、『ライヴ・インストゥールメンタル1969』、『1971-72』に前身バンドラッセルズ・クランプ、アイスの音源も収録したCD5枚組。
- Origins: The Baskervilles 1965 (2007年) ※1965年録音。モー・フォスター（ドラム）参加。

フォスターがアフィニティー以前に在籍していたバンドバスカヴィルズの音源をまとめた作品。

### シングル
- "Eli's Coming / United States Of Mind" (1970年 第1期-3) ※Linda Hoyle With Affinity名義